# Chajim Ben Ašer
Chajim Ben Ašer (hebrejsky: חיים בן-אשר, rodným jménem Chajim Finkel, žil 10. července 1904 – 14. července 1998) byl sionistický aktivista, izraelský politik a poslanec Knesetu za stranu Mapaj.

## Biografie
Narodil se ve městě Oděsa v tehdejší Ruské říši (dnes Ukrajina). Vystudoval židovskou základní školu, univerzitu v Rusku a Hebrejskou univerzitu. Roku 1924 přesídlil do dnešního Izraele. Patřil mezi zakladatele kibucu Giv'at Brenner, po rozkolu v politických kruzích izraelských kibuců se v 50. letech 20. století přestěhoval do kibucu Necer Sereni. Během druhé světové války vstoupil do Židovské brigády, kde vydával její noviny. Řídil vzdělávací institut Bejt Berl.

## Politická dráha
Byl vyslán hnutím he-Chaluc do Polska a Německa. Byl členem ústředního výboru strany Mapaj a akčního výboru odborové centrály Histadrut.
V izraelském parlamentu zasedl poprvé už po volbách v roce 1949, do nichž šel za Mapaj. Stal se členem parlamentního výboru pro zahraniční záležitosti a obranu a výboru pro ústavu, právo a spravedlnost. V Knesetu se objevil i po volbách v roce 1951, kdy opět kandidoval za Mapaj. Byl členem parlamentního výboru pro zahraniční záležitosti a obranu a výboru pro veřejné služby.